# 馬克薩斯島普提魚
馬克薩斯島普提魚，又稱深狐鯛，為輻鰭魚綱鱸形目隆頭魚亞目隆頭魚科的其中一種，分布於中太平洋區的馬克薩斯群島及皮特凱恩群島海域，生活習性不明。

## 擴展閱讀
維基物種上的相關：馬克薩斯島普提魚